# Майкоп (аэропорт)

Майкоп — бывший аэропорт города Майкоп Республики Адыгея России. Ныне используется как посадочная площадка для вертолётов и лёгких самолётов (Ан-2 и подобные) при авиационных работах.
Ранее аэродром Майкоп был способен принимать самолёты Ан-12, Ил-18 и все более лёгкие.

## История
Недостатком данного аэродрома является грунтовая ВПП, в связи с чем аэродром мог принимать турбореактивные самолёты только в период устойчивой сухой погоды. По этой причине большие перспективы для использования и развития
имеет другой аэродром, расположенный вблизи Майкопа — Ханская.
В связи с нарушением требований по обеспечению безопасности полётов, полёты воздушных судов гражданской авиации на аэродромах Майкоп и Ханская прекращены в сентябре 2009 года, свидетельства о государственной регистрации и годности  этих аэродромов к эксплуатации аннулированы Росавиацией.
С 1 августа 2010 года закрыта авиационная метеорологическая станция (гражданская) 3 разряда Майкоп, осуществлявшая метеорологическое обеспечение полётов воздушных судов в данном аэропорту.

## Реконструкция
По сообщениям СМИ, в 2009 году из федерального бюджета планировалось выделить более 1 млрд. рублей на реконструкцию аэропорта Майкоп, стоимость первого этапа реконструкции аэропорта должна была составить 536 млн рублей. Первый этап включал строительство искусственной взлетно-посадочной полосы,  рулежных дорожек, мест стоянок для воздушных судов и реконструкцию перрона.
Институт «Ленаэропроект» разработал проект реконструкции аэропорта. Предполагалось, что после реконструкции аэропорт сможет стать запасным для аэропортов черноморского побережья Краснодарского края и будет использован в таком качестве в период зимних Олимпийских игр 2014 года. Однако данные планы не были реализованы.